# Математическая ассоциация Америки
Математическая ассоциация Америки (англ. Mathematical Association of America, MAA) — сообщество математиков США, основанное в 1915 году. Среди его членов — преподаватели университетов, колледжей, школьные учителя, аспиранты и студенты, занимающиеся чистой и прикладной математикой, информатикой, статистикой. Ассоциация публикует различные математические журналы и книги.

## Публикуемые журналы

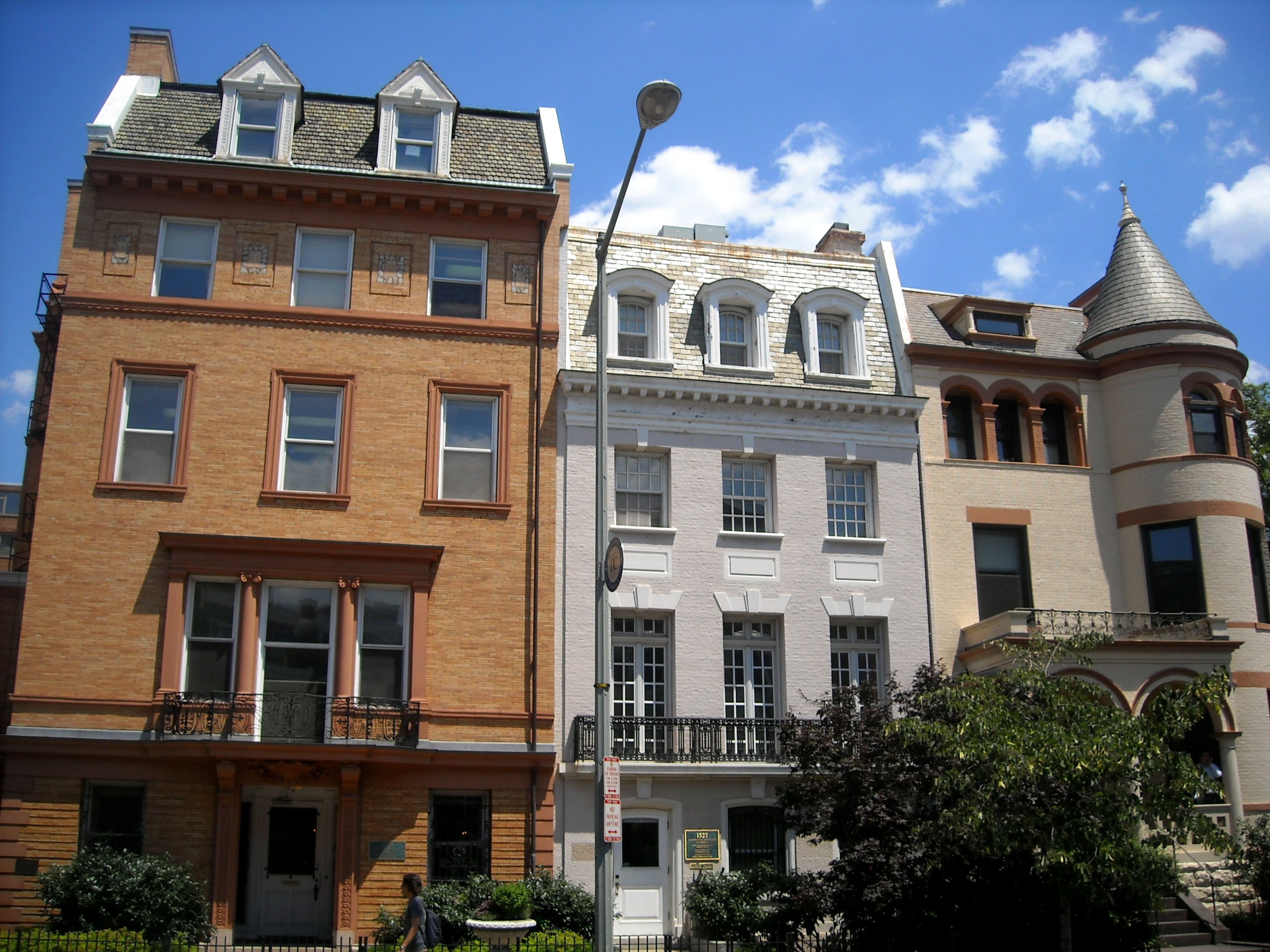
Штаб-квартира МАА (слева), с 1979 года

- «American Mathematical Monthly»
- «Mathematics Magazine»
- «College Mathematics Journal»
- «Math Horizons»
- «MAA FOCUS»